# Spillern
Spillern – gmina targowa w Austrii, w kraju związkowym Dolna Austria, w powiecie Korneuburg. Według Austriackiego Urzędu Statystycznego liczyła 2 163 mieszkańców (1 stycznia 2014).